# Bad Elster
Bad Elster (výslovnost: IPA: [baːt ˈɛlstɐ],  poslech; česky zastarale Lázně Halštrov) je lázeňské město v německé spolkové zemi Sasko. Nachází se v zemském okrese Fojtsko a má přibližně 3 600 obyvatel. Město leží v blízkosti hranic tří území: Saska, Bavorska a Čech, a v blízkosti měst Aše, Hofu a Plavna. Bad Elster patří mezi města mikroregionu Přátelé v srdci Evropy. Leží v údolí podél Bílého Halštrova a obklopují jej vysoké lesní porosty, které ho chrání před extrémními teplotními výkyvy. Má přibližně 3 600 obyvatel.

## Historie

### Bad Elster do konce 18. století
Jeden až dva kilometry severozápadně od města se nachází zbytky kruhového valu (tzv. Starého zámku) z 12. století, které dokazují osídlení oblasti dlouho před první historickou zmínkou o městu v roce 1324.
V roce 1412 vykupují pozemky města a okolí Zedtwitzové, v jejichž držení zůstávají až do 18. století.
Léčebný účinek Halštrovského pramene (kdysi označován jako Säuerling (Kyselka), dnes Moritzquelle) byl spoznán velmi brzy. Jiří Leisner, tehdejší plavenský městský lékař a osobní lékař zemského pána, vévody Moritze ze Saska a Zeitzu zapisuje v roce 1669, že „tato voda byla od nepaměti používána nejen obyvateli Elsteru, ale jezdili si pro ni až z Adorfu“ a také píše, že „byla využívána pacienty s mnoha nemocemi“.
V roce 1795 navštívil Elster slavný básník Johann Wolfgang von Goethe, a později ve svém díle uvádí halštrovské prameny Hermanna a Dorotheu.

### 19. a 20. století
Před rokem 1851 byl Elster jen samostatnou farou. V roce 1892 byl vysvěcen nový novogotický kostel Svaté Trojice. Starý kostel Svatého Petra a Pavla byl zbourán.
Elster od roku 1848 patřil k Saským královským státním lázním, díky čemuž se rychle rozrůstal počet lázeňských hostů: 1848: 129; 1850: 378, 1860: 1.750, 1870: 2450, 1890: 5870, 1900: 8900, 1990: 15 600.
Od roku 1875 nese místo název Bad Elster a od roku 1935 užívá městských práv. Roku 1880 zde bylo otevřeno Lázeňské muzeum, které se stalo prvním svého druhu nejen ve městě, ale i v celém zemském okresu Fojtsko.

## Vývoj počtu obyvatel
| Rok            | 1834 | 1871 | 1890 | 1910 | 1925 | 1939 | 1946 | 1964 | 1971 | 1990 | 2003 | 2004 |
| -------------- | ---- | ---- | ---- | ---- | ---- | ---- | ---- | ---- | ---- | ---- | ---- | ---- |
| Počet obyvatel | 701  | 1248 | 1120 | 2251 | 3368 | 3546 | 3657 | 3353 | 3336 | 4701 | 4101 | 4060 |

## Památky

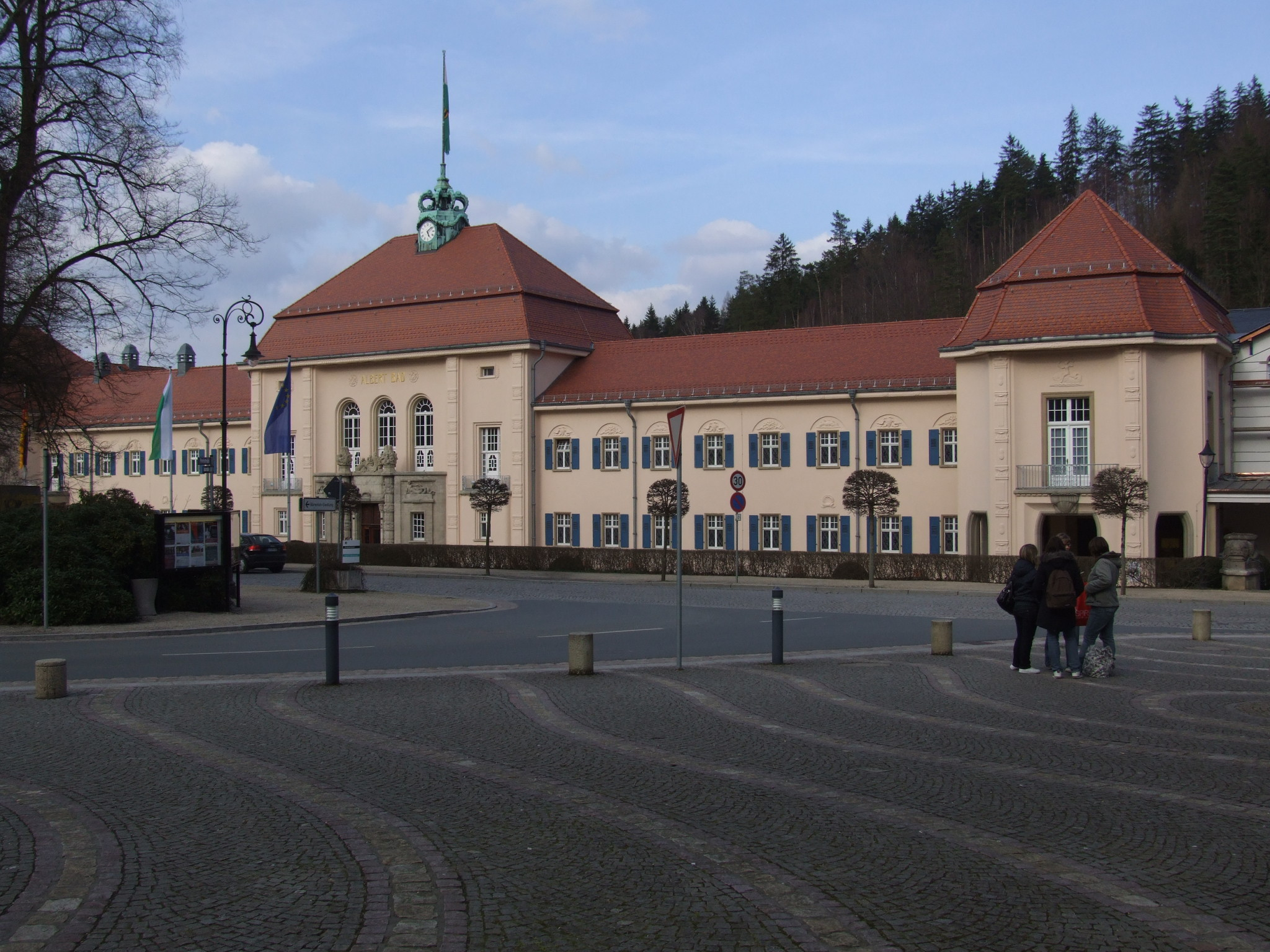
Lázeňská budova

- katolický kostel sv. Alžběty, vystavěn v letech 1912–1913
- evangelicko-luteránský kostel sv. Trojice
- hrob na městském hřbitově pro čtyři neznámé válečné zajatce 2. světové války, kteří zemřeli během nucených prací.

## Městské části
Bärenloh, Christiansreuth, Heißenstein, Kessel, Mühlhausen, Reuth a Sohl včetně Schwarzenbrunnu.

## Ekonomika
Bad Elster žije především z turismu, který do městské kasy přináší velké množství peněz. Ve městě se nachází sedm lázeňských rehabilitačních klinik. V roce 2005 se zde nacházelo 35 ubytovacích míst, které nabízeli až 2400 lůžek. Během téhož roku bylo napočítáno 540 000 přenocování.

## Doprava
V blízkosti města se nachází rychlostní silnice B 92, která bývá však jen málo vytížená.
Z Bad Elsteru vedou do České republiky dva dopravní hraniční přechody; jeden do Hranic (část Krásňany), a druhý do Doubravy u Aše, pro dopravu otevřený v roce 2008. Proti otevření pro automobilový provoz protestovaly radnice v Aši i v Bad Elsteru, ale marně. Důvodem protestů byly možné neblahé následky pro přírodní park Smrčiny. Nádraží v Bad Elsteru na trati Cheb – Plauen se nachází asi 2,5 kilometru od středu města, na okraji místní části Mühlhausen.

## Partnerská města
- Bad Waldsee, Německo (od roku 1990)